# Leo Kessler
Leonhard Kessler (Schiers, 12 de setembro de 1882 - Blumenau, 29 de setembro de 1924) foi um pianista, maestro e compositor suíço-brasileiro. Foi personagem central para a música no Paraná, notavelmente por sua participação na composição, orquestração e estreia da Ópera Sidéria, composição da Ópera Papilio Innocentia e pela abertura do primeiro Conservatório de Música do estado.

## Vida
Leo Kessler nasceu em Schiers, cantão dos Grisões, Suíça, em 12 de setembro de 1882. Entre 1896 e 1901 estudou no Seminário de sua cidade natal. Uma vez aí formado mudou-se para Estrasburgo, onde trabalhou como professor no orfanato da cidade e estudou filosofia na Universidade de Estrasburgo e música no Conservatório de Estrasburgo. Após dois anos seguiu para Paris e ingressou no Conservatório de Música e Declamação (atual Conservatório Nacional Superior de Música e Dança), chegando a ter Charles Marie Widor como professor de composição.
Até 1911 atuou como regente orquestral em vários teatros e companhias teatrais itinerantes, incluindo a Ópera Cômica de Berlim e o Teatro de Riga. Foi como diretor musical de uma companhia desse tipo em turnê pela América do Sul que Leo Kessler chegou à cidade de Curitiba. A companhia se desfez e seus membros dividiram-se entre aqueles que voltaram à Europa e os que fixaram-se na cidade.
Kessler ficou e em pouco tempo foi introduzido ao meio musical local, principalmente pela amizade feita com o escritor Jayme Ballão e o músico Augusto Stresser. A sociedade de Kessler com Ballão e Stresser permitiu a realização da "Ópera Sidéria", primeira ópera paranaense. Em Curitiba, o maestro atuou como instrumentista, regente, professor e compositor.
Casou-se em 1915 com Rosa Amália Bengtsson, filha do imigrante sueco Ernesto Bengtsson, empresário dono da Cervejaria Providência. Ao que tudo indica, foram os fundos da família Bengtsson que permitiram a Kessler abrir o Conservatório de Música do Paraná em 1916, do qual tornou-se diretor e professor de piano, órgão, contraponto e composição. Anexo ao Conservatório havia um Internato Feminino, destinado a alunas vindas do interior do Paraná e dirigido por Rosa Amália.
Por volta da mesma época terminou a composição da Ópera Papilio Innocentia, com libreto de Emiliano Perneta adaptado do romance Inocência, do Visconde de Taunay. Kessler tentou por anos angariar fundos e apoio político para a estreia da ópera, sem sucesso. A estreia só se deu em 2016, com execução de versão reduzida para piano durante o II Festival de Ópera do Paraná.
Em 1924 Kessler partiu em turnê pela Região Sul, Uruguai e Argentina como pianista acompanhante do à época renomado violinista Peri Machado. Por razões pouco claras, talvez de ordem financeira, talvez por desentendimentos com Peri, no meio da turnê o maestro teve um colapso nervoso, que o obrigou a retornar para tratamento. Sabe-se que Kessler teve um problema similar em 1900, quando estava terminando os estudos em sua cidade natal.
Em julho foi internado em um sanatório na cidade de Blumenau, apresentando rápida melhora. Em 29 de setembro recebeu visita da esposa e estava por receber alta. No entanto, neste mesmo dia fugiu da instituição e suicidou-se, atirando-se no Rio Itajaí.

## Obra
É difícil fazer uma lista definitiva de obras compostas por Leo Kessler, devido à falta de estudos e dificuldade de acesso a partituras, muitas das quais encontram-se perdidas ou em acervos inacessíveis ao público mais amplo. Destacam-se as seguintes:
- Quarteto de Cordas em sol menor
- Valsa brilhante para piano
- Poema Sinfônico para o funeral do Coronel João Gualberto Gomes de Sá Filho
- Marcha Triunfal
- Cantata em homenagem à Brasílio Itiberê
- Protofonia, orquestração da obra completa e trechos do segundo e terceiro atos da Ópera Sidéria
- Ópera Papilio Innocentia
- Vários Hinos e Canções
- Música para teatro de revista

## Revalorização no século XXI
Em anos recentes a obra de Kessler e sua relevância para a formação do meio musical paranaense vem recebendo maior atenção. No campo da performance musical destacam-se a recuperação e realização da Ópera Papilio Innocentia em 2016 e a estreia do Quarteto de Cordas em sol menor em 2021.